# Casa al carrer Petit, 3 (Riudellots de la Selva)
La Casa al carrer Petit, 3 és una obra de Riudellots de la Selva (Selva) inclosa a l'Inventari del Patrimoni Arquitectònic de Catalunya.

## Descripció
Es troba ublicada en l'anomenat carrer petit que actualment ha quedat integrat en el nou espai urbà obert recement davant de l'església, després de l'enderroc de l'antic hostal de Riudellots, Ca la Plana, el juliol del 2000. La casa actual és el resultat de la incorporació de dues cases entre mitgeres, una de dues plantes i l'altra de tres amb teulada d'una sola vessant amb caiguda a façana. L'antic portal d'entrada ha estat engrandit i convertit en porta de garatge però s'ha conservat la llinda amb l'escut que té el relleu d'unes tisores, indicatiu de l'activitat del taller de sastreria original, i la data de 1588. Al capdamunt trobem una finestra emmarcada amb pedra i ampit motllurat.

## Història
La reforma soferta per l'edifici és posterior a l'any 1998 i n'ha alterat substancialment la fesonomia original.